# Ichneumon ustzazae
Ichneumon ustzazae là một loài tò vò trong họ Ichneumonidae.